# CSKA Sofia (volley-ball)
Maillots
Le CSKA Sofia est un club omnisports bulgare fondé en 1948 et basé à Sofia.
Cet article traite de la section volley-ball, fondée en 1948. Pour les autres sections, voir CSKA Sofia.

## Palmarès
CSKA Sofia (volleyball-masculin)
- Championnat de Bulgarie
  - Vainqueur (30): 1943, 1948, 1949, 1957, 1958, 1962, 1968, 1969, 1970, 1971, 1972, 1973, 1976, 1977, 1978, 1981, 1982, 1983, 1984, 1986, 1987, 1988, 1989, 1990, 1993, 1994, 1995, 2008, 2010, 2011

- Coupe de Bulgarie
  - Vainqueur (19): 1967, 1969, 1970, 1973, 1979, 1981, 1982, 1984, 1985, 1986, 1988, 1990, 1991, 1992, 1993, 2002, 2009, 2010, 2011

- Coupe des champions
  - Vainqueur (1): 1969
  - "Final 4" Participant (7): 1963 (1/2 finale), 1971 (1/2 finale), 1977 (3e place), 1985 (3e place), 1987 (4e place), 1988 (4e place), 1990 (4e place)

- Coupe des coupes
  - Vainqueur (1): 1976
  - "Final 4" Participant (3): 1981 (4e place), 1986 (3e place), 2011 (1/2 finale)

CSKA Sofia (volleyball-féminin)
- Championnat de Bulgarie
  - Vainqueur (22): 1978, 1979, 1982, 1983, 1985, 1986, 1987, 1988, 1989, 1991, 1992, 1993, 1995, 2000, 2004, 2005, 2007, 2008, 2010, 2011, 2012, 2013

- Coupe de Bulgarie
  - Vainqueur (19): 1969, 1976, 1979, 1981, 1982, 1983, 1985, 1986, 1988, 1989, 1993, 1995, 1996, 2000, 2004, 2008, 2010, 2011, 2013

- Coupe des champions
  - Vainqueur (2): 1979, 1984
  - "Final 4" Participant (2): 1988 (4e place), 1989 (4e place)

- Coupe des coupes
  - Vainqueur (1): 1982
  - "Final 4" Participant (5): 1973 (2e place), 1976 (2e place), 1977 (4e place), 1981 (4e place), 1991 (2e place)

## Entraîneurs
- 1983-1988 :  Dimitar Zlatanov
- Aleksandăr Popov